# 王中之王
王中之王，也译作諸王之王、萬王之王、众王之王，源自古代近東地區的帝國統治者稱號，大致相當於皇帝。在基督教中，也以這個稱號來稱呼耶穌基督。埃塞俄比亚帝國的佐迪图女皇帝，曾使用這個稱號的變體「眾王之女王」（Queen of Kings）。最早记录为被称为“沙尔卡利沙瑞”（Shar-Kali-Sharri）的阿卡德君主。

## 歷史使用

### 古印度
在古印度, 梵语术语遮迦羅跋帝（Chakravartin）、众罗阇之罗阇（Rājādhirāja）、众罗阇之摩诃罗阇（Mahārādhirāja）作为众王之王头衔。 这些词也出现在他氏森林书等梨俱吠陀篇章（前1700年至前1100年）。
笈多帝国君主头衔为众罗阇之摩诃罗阇。
十世纪瞿折罗-普腊蒂哈腊王朝君主成为雅利安·伐爾塔的众罗阇之摩诃罗阇。
众罗阇之摩诃罗阇作为帝衔被帕拉瓦王朝、波罗王朝、蔑戾车王朝君主使用。
毗奢耶那伽罗帝国使用了众罗阇之摩诃罗阇头衔。
貴霜帝國统治者头衔为众罗阇之罗阇、摩诃罗阇。

### 古美索不达米亚

#### 亚述和巴比伦
最早是亞述帝國的图库尔蒂-尼努尔塔一世使用 šar šarrāni 头衔。šar 为城邦统治者。随着亚述帝国的形成，亚述统治者将自己王权置于众城邦之上，成为名副其实的“众王之王”。在图库尔提-尼努尔塔统治之后，亚述和巴比伦的君主偶尔使用这个头衔。后来使用该头衔的亚述统治者包括阿萨尔哈东和亚述巴尼拔。šar šarrāni 是新巴比倫帝國末代君主那波尼德的众多头衔之一。
声称拥有万事万物所有权的头衔在整个古美索不达米亚历史上很常见。例如，亚述巴尼拔的曾祖父薩爾貢二世使用了大王、全能王、宇宙王、亚述王、巴比伦王、苏美尔与阿卡德之王。

#### 烏拉爾圖和米底
众王之王的头衔出现在烏拉爾圖君主的铭文中。米底的统治者也可能使用这个头衔，因为其统治者从烏拉爾圖和美索不达米亚其他地区借用了他们的大部分王权象征和礼仪。这个头衔的阿契美尼德波斯语变体 Xšāyaθiya Xšāyaθiyānām，这表明阿契美尼德的头衔可能来源于米底而非美索不达米亚。
图什帕要塞附近防御工事上的亚述语铭文提到烏拉爾圖君主萨尔杜里一世是城墙的建造者和持有万王之王头衔。

### 波斯

#### 阿契美尼德王朝
阿契美尼德君主使用了各种不同的头衔，尤其是伟大之王和众国之王，最突出的是𐏋 𐏐 𐏋𐎠𐎴𐎠𐎶（Xšāyaθiya Xšāyaθiyānām，众沙阿之沙阿的原型，šar šarrāni的变体）。国王大流士一世的全称是“伟大之王、众王之王、波斯之王、众国之王、希斯塔斯佩斯之子、阿尔萨米斯之孙、阿契美尼德家族”。

#### 帕提亚和萨珊
在巴比伦，阿尔萨息君主的标准王室头衔是𐎠𐎼𐏁𐎣𒈗（Aršaka šarru，阿尔萨息王）、𒈗𒊭𒈗𒈨𒌍（šar šarrāni，众王之王）。首先由米特里達梯一世采用，尽管他很少使用它。米特里達梯二世在公元前111年采用该头衔后广泛使用它，甚至将其纳入他的铸币中（如希腊语：BAΣIΛEΥΣ BAΣIΛEΩN）直到公元前91年。米特里達梯二世及其继任者使用这个头衔可能不是对旧的阿契美尼德帝国头衔的复兴（因为它直到米特里達梯二世自己征服美索不达米亚近十年后才使用），而是实际上源于巴比伦書吏，他们将自己祖先的帝衔授予帕提亚君主。米特里達梯二世对此的认可，而被视为阿契美尼德文化传统的继承与复兴者，在帕提亚硬币上加入了冠冕，西征原阿契美尼德土地。
这个头衔在中古波斯语和帕提亚语中被译为众沙阿之沙阿（中古波斯語：𐭬𐭫𐭪𐭠𐭭 𐭬𐭫𐭪𐭠，安息語：𐭌𐭋𐭊𐭉𐭍 𐭌𐭋𐭊𐭀，šāhān šāh），直到被阿尔达希尔一世的萨珊王朝取代。阿尔达希尔本人使用了这个头衔的新变体，引入了“伊朗人的众沙之沙”（中古波斯语：𐭬𐭫𐭪𐭠𐭭 𐭬𐭫𐭪𐭠 𐭠𐭩𐭥𐭠𐭭，安息語：𐭌𐭋𐭊𐭉𐭍 𐭌𐭋𐭊𐭀 𐭀𐭓𐭉𐭀𐭍，希臘語：βασιλεύς βασιλέων Αριανών，šāhān šāh ī ērān）。阿尔达希尔的继任者沙普尔一世引入了另一种变体;“伊朗人与非伊朗人的众沙之沙”（中古波斯语：𐭬𐭫𐭪𐭠𐭭 𐭬𐭫𐭪𐭠 𐭠𐭩𐭥𐭠𐭭 𐭥𐭠𐭭𐭩𐭥𐭠𐭭，šāhān šāh ī ērān ud anērān），这个头衔可能出现在沙普尔战胜罗马帝国（导致新的非伊朗土地并入帝国）之后。这个变体出现在所有后来的萨珊王朝君主的硬币上。萨珊帝国末代君主伊嗣俟三世的统治因哈里发国对波斯的征服而告终，结束了最后一个前伊斯兰伊朗帝国。伊嗣俟的失败和萨珊帝国的垮台对伊朗人的民族情绪造成了打击，这种情绪恢复缓慢。尽管有人试图复兴萨珊帝国，但即使在中国的帮助下，这些尝试也失败了，伊嗣俟的后裔逐渐淡出人们的视线。众沙之沙的头衔受到后来穆斯林的批评，将其与祆教联系起来，并称其为“不敬的”。
萨珊王朝的铭文一直将皇帝称为众沙阿之沙阿（𐭬𐭫𐭪𐭠𐭭 𐭬𐭫𐭪𐭠），并使用沙阿（𐭬𐭫𐭪𐭠）作为皇室其他成员的头衔，皇帝任命他们的儿子为边远省份的沙阿，赋予他们这些地区的原统治者头衔（如“贵霜沙阿”）。而当代摩尼教文献《Mani's Last Journey》中提到了萨珊王朝的巴赫拉姆一世只是作为沙阿，说明萨珊皇帝在日常用语中可能略称沙阿。萨珊王朝崩溃后，「𐭬𐭫𐭪𐭠𐭭 𐭬𐭫𐭪𐭠」演变成新波斯语形式「شاهنشاه」。

#### 白益王朝
什叶派白益王朝起源于波斯德来木人，于934年在波斯大部分旧中心地带掌权。与早期王朝相比，早期的王朝由埃米尔统治，并希望安抚强大的阿拔斯王朝哈里发，白益王朝有意识地恢复了萨珊帝国的旧习。自萨珊帝国灭亡以来，德来木地区一直抵抗哈里发，多次尝试恢复建立在波斯传统基础上的自治，尽管没有成功。928年祆教徒和伊朗民族主义者阿斯法·伊本·希魯亞反叛薩曼王朝，打算给自己戴上王冠并向哈里发开战。建立齊亞爾王朝的馬爾達維季也是祆教徒，并积极复兴旧帝国。他被引述为承诺摧毁阿拉伯帝国并恢复伊朗帝国，并拥有萨珊王朝霍斯劳一世的王冠。当他被自己的突厥军队谋杀时，馬爾達維季正计划向阿拔斯王朝首都巴格达发起一场战役。后来的的齊亞爾王朝统治者是穆斯林，没有做出类似的尝试。
馬爾達維季死后，他的许多部下都效忠于白益王朝的创始人伊马德·道莱。最后，白益王朝埃米尔范納·胡斯拉以他的“阿杜德·道莱”的尊称而闻名，在击败叛乱的亲戚并于978年成为白益王朝的唯一统治者后，自称众沙阿之沙阿。

在白益王朝内讧时期，这个头衔成为一个重要问题。1040年代，俾路斯·库萨和（贾拉勒·道莱）的大部分军队发生叛乱并希望让另一位白益王朝埃米尔阿布·卡利賈爾成为整个土地的统治者时，他们以他的名义铸造硬币，一面刻有时任哈里发卡伊姆一世的名字，另一面刻有“马利克·阿迪勒·众沙之沙”（مالک العادل شاهنشاه）字样。在讨论和平条款时，阿布·卡利賈爾在信中以众沙之沙之名的向贾拉勒致辞。

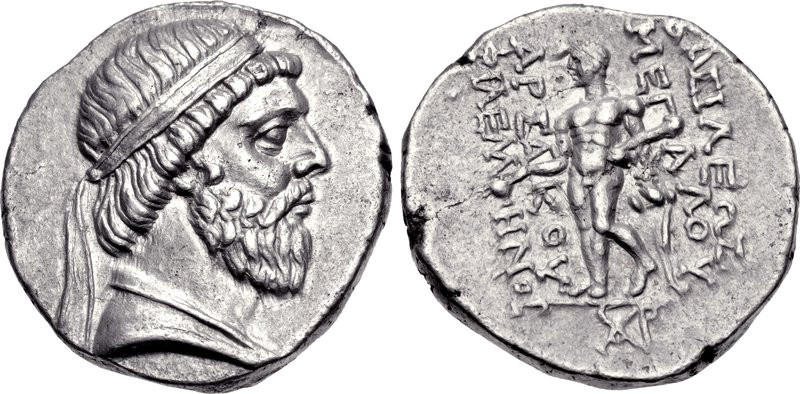
米特里達梯一世是第一位使用众王之王头衔的后阿契美尼德-波斯君主。从他的侄子米特里達梯二世统治开始，这个头衔一直沿用到公元 651 年萨珊帝国灭亡。

当阿布·卡利賈爾和贾拉勒·道莱再次开战时，贾拉勒向哈里发卡伊姆申请使用众沙之沙的头衔。可以推断哈里发同意了（因为这个头衔后来被使用），但贾拉勒在清真寺中的使用引起了对神不敬的强烈抗议。因此事哈里发召集教法团体。尽管有些人持反对意见，但整个机构裁定使用 “马利克·阿迪勒·众沙之沙”是合法的。

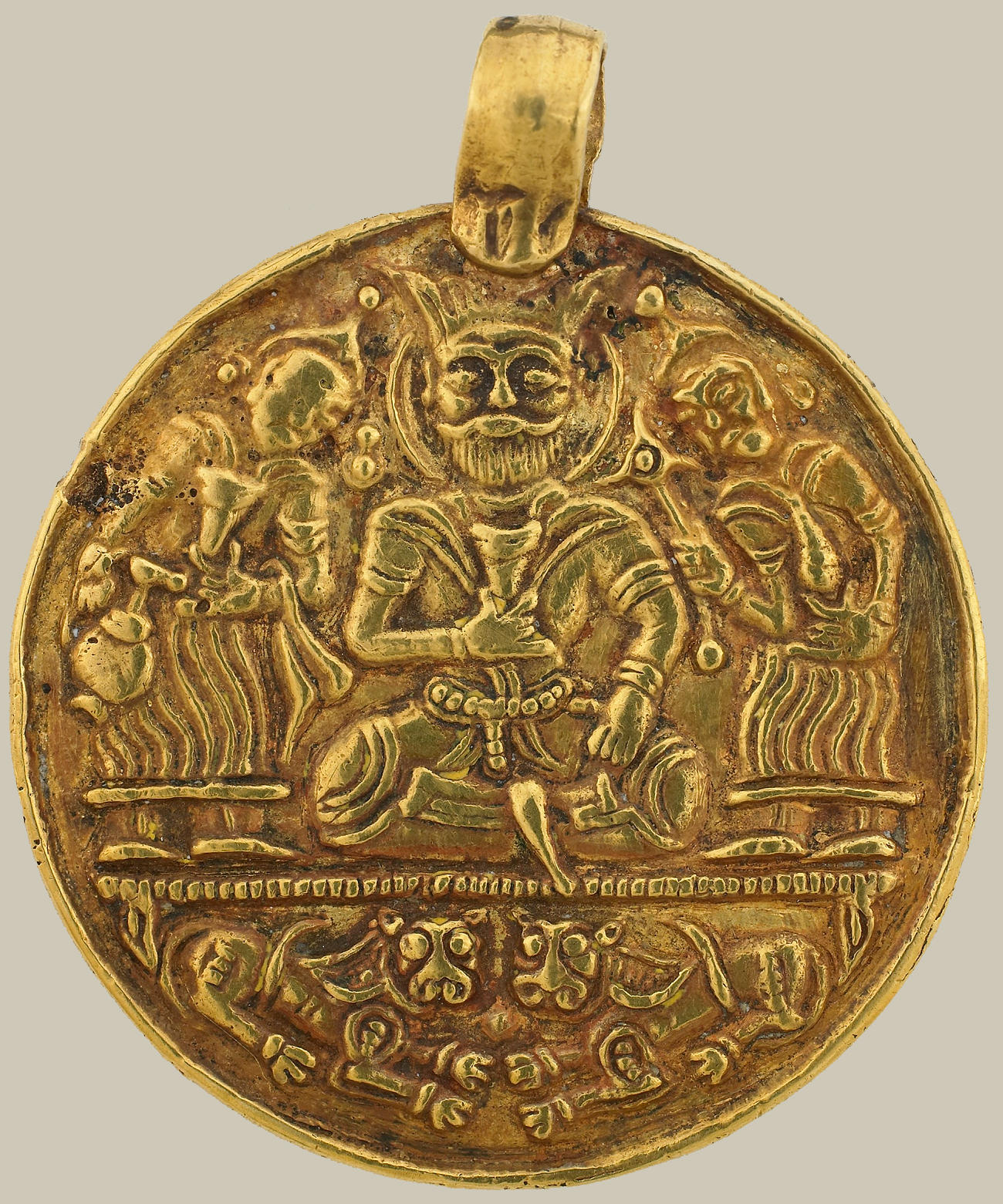
阿杜德·道莱恢复使用众沙阿之沙阿

### 希腊
亚历山大大帝的征服终结了阿契美尼德帝国，随后亚历山大自己帝国的分裂导致塞琉古王朝继承了原阿契美尼德王朝的土地。尽管亚历山大本人没有使用任何旧波斯王朝头衔，而是使用他自己的新头衔“亚细亚之巴西琉斯”（βασιλεὺς τῆς Ἀσίας），然而塞琉古的君主们越来越崇尚波斯传统。大多数塞琉古君主的头衔是“伟大之王”，就像亚述传统头衔“众王之王”一样，阿契美尼德统治者经常使用，旨在证明其持有者对其他统治者的至高无上。“伟大之王”在安条克一世和安条克三世的统治期间都由明显证明。
在塞琉古帝国晚期，“众王之王”甚至出现了复兴，尽管帝国控制的领土比早期塞琉古国王统治时期要小得多。这个头衔显然与塞琉古君主有关，篡位者提馬克斯称自己为“众王之王”，这个头衔在帝国以外的资料中也被讨论过。一些非塞琉古统治者甚至自称这个头衔，尤其是本都王国米特里達梯六世的统治下，法尔纳克二世的铭文和钱币中的众王之王以及米特里達梯铭文中的众王之王。对这个头衔的使用可能表明获得主权不再附庸，因为塞琉古人当时正在迅速失去其附庸的忠诚。

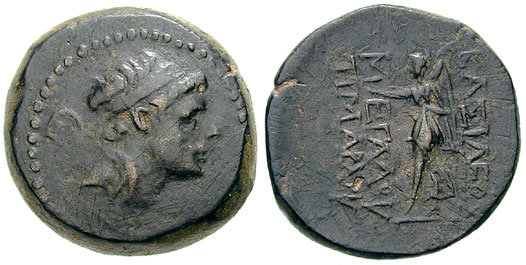
尽管希腊塞琉古统治者经常使用古老的波斯头衔和荣誉，但篡位者提馬克斯是塞琉古统治者使用“众王之王”头衔的少数例子之一。

### 亚美尼亚
前105年米特里達梯二世统治下的帕提亚帝国击败亚美尼亚后，亚美尼亚王位继承人提格蘭被扣为人质并被关押在帕提亚宫廷，直到他在前95年获得自由并登上亚美尼亚王位。提格蘭在前1世纪短时间内建立了中东最强大的帝国。前83年征服叙利亚后，提格蘭使用了阿契美尼德王朝的“众王之王”（շահանշահ）的称号。 从953年至977年阿硕德三世统治时期至1064年王朝末期，巴格拉图尼王朝恢复使用，头衔为波斯众沙之沙。

### 格鲁吉亚
众王之王由大卫四世在格鲁吉亚王国首先使用，头衔为“众梅佩之梅佩”（მეფეთ-მეფე）。所有后来的格鲁吉亚君主，如塔瑪爾女王，都用这个头衔来描述他们对格鲁吉亚及所有附庸国的统治。这个头衔可能源自古代波斯。

### 帕尔米拉
罗马在26年对萨珊的战役中夺回了众沙之沙沙普尔一世的领土，奥登纳图斯在此建立了王国。虽然是罗马的附庸，但奥丹纳图斯的头衔是“众馬利克之馬利克”和“东方修正者”（Mlk Mlk dy Mdnh）。奥丹纳图斯的儿子海然一世被誉为他的共治君主，也被赋予众王之王的称号。这个头衔的使用可能是通过宣布帕尔米拉王国对希腊塞琉古帝国的合法继承来证明的，希腊塞琉古帝国在其末期控制了大致相同的领土。海然一世在安条克加冕，安条克曾是塞琉古王朝的最后首都。
虽然在奥丹纳图斯和海然一世去世后，奥丹纳图斯的次子和继任者使用了相同的头衔，但瓦巴拉图斯和他的母亲芝诺比娅很快就放弃了这个头衔，而是分别采用了罗马奥古斯都和奥古斯塔。

### 埃塞俄比亚
3世纪中期阿克苏姆王国的统治者就使用了「衆王之王」（ንጉሠ ነገሥት）头衔。埃塞俄比亚帝国统治者也使用这个头衔，有时翻译为“众国之王”，正式翻译为皇帝。尽管埃塞俄比亚皇帝在帝国历史上一直是实际意义上的“众尼格斯之尼格斯”，因为埃塞俄比亚各地区的世袭统治者使用尼格斯（ንጉሥ）头衔。末代君主海尔·塞拉西结束统治后仍然在使用此头衔。

### 占婆
从7世纪到15世纪以及3世纪至1832年，在今越南中部存在的占婆语联盟的统治者采用了众罗阇之罗阇和「众国之主」（भूमि का स्वामी）的头衔。然而，如毗建陀跋摩二世，拥有众罗阇之摩诃罗阇的头衔，而非众罗阇之罗阇。在权力下放之前，占婆早期国王使用不同的头衔，例如拔陀羅跋摩一世的摩诃罗阇（伟大之王）或犍陀羅跋摩的占婆之主（campāpr̥thivībhuj）。

### 托勒密王国
恺撒里昂在受赠罗马领土时宣布为众王之王(拉丁語：m)。

### 突厥
众汗之汗（羅馬化：khān-i khanān）是莫卧儿帝国军事统帅头衔，如摄政王大維齊爾白拉姆汗和他的儿子阿卜杜尔·拉希姆汗、大維齊爾阿薩夫·賈赫一世、摩诃巴特汗、大維齊爾穆尼姆汗。

### 穆斯林国家
如「埃米爾」头衔一样，「众埃米尔之埃米尔」头衔最初作为军事统帅头衔被阿拔斯王朝使用，而后逐渐获得架空哈里发的权力。白益家族征服阿拔斯王朝后，「众埃米尔之埃米尔」及其波斯化阿拉伯语形式「众馬利克之馬利克」（Malek ol-Moluk）头衔在其家族统治的几个埃米爾國（主要为法爾斯、吉巴爾、伊拉克）中轮流使用，作为白益家族领袖的身份。
德里苏丹伊勒杜迷失曾使用头衔「东方的众苏丹之苏丹」，后来「众苏丹之苏丹」也被孟加拉使用，并成为波斯君主和奥斯曼君主的头衔之一。

### 爱尔兰与苏格兰
中世纪前期爱尔兰法将封建王权分为三級，最初级的为“rí”（苏格兰盖尔语：rìgh），作为拉丁语Rex 、哥特语Reiks、梵语Rāja、高卢语Rix、西班牙语Rey、法语Roi、德语Reich的同源词，表示一个部族之王。而统治多个部族的头衔为“ruiri”，统治多个“ruiri”的众王之王为“rí ruirech”。

## 女性形式与使用
- 众王之王
  - 阿那帕王朝女君主跋罗摩诃提毗（英语：Ballamahadevi）使用男性头衔众罗阇之摩诃罗阇。[50]
  - 跋摩伽罗王朝（英语：Bhauma-Kara dynasty）的女性君主使用男性头衔众罗阇之摩诃罗阇，同时也使用女性头衔“至高女祜主”（paramesvari)。[51][52][53][54]
  - 格鲁吉亚塔瑪爾女王同时持有头衔mepeta-mepe(众王之王)与dedopalta-dedopali(众女王之女王)。[55]
- 众王之女王
  - 托勒密王國克娄巴特拉七世在受赠罗马领土时宣布为众王之女王。[49]
  - 塔瑪爾女王之女鲁速丹的头衔为众女王与众王之女王。[56]
  - 埃塞俄比亚帝国女君主佐迪图 Nəgəstä Nägäst (众王之女王)。男性形式为 Nəgusä Nägäst。
- 众女王之女王
  - 伊朗帝国的女性头衔 bānbishnān bānbishn (众女王之女王)对等于男性头衔 shahanshah（众沙阿之沙阿） 。
  - 格拉特修道院壁画中格鲁吉亚头衔 dedopalta-dedopali (众女王之女王) 被用于王后伊梅雷蒂。[57]

## 宗教

### 犹太教
犹太教术语「众馬利克之馬利克之馬利克」(מלך מלכי המלכים，Melech Malchei HaMelachim)  作为神的称谓之一, 「众王之王之王」使用双重最高级头衔凌驾于圣经中巴比伦与波斯的「众王之王」。

### 基督教
众王之王 (βασιλεὺς τῶν βασιλευόντων) 在新约中用于指耶稣基督，提摩太前書 (6:15)出现一次，启示录(17:14, 19:11–16)出现两次。
一些基督教王国（格鲁吉亚、亚美尼亚和埃塞俄比亚）使用了这个头衔，它是拜占庭帝国巴列奥略王朝座右铭的一部分，「众巴西琉斯之巴西琉斯，统治众巴西琉斯」（羅馬化：Basileus Basileōn，Basileuōn Basileuontōn）。巴西琉斯一词在古代的意思是“王”，后来已经有了“皇帝”的意思。拜占庭统治者在使用拉丁语时将“巴西琉斯”翻译成“英白拉多”，并称其他国王为雷克斯或希腊化的 rēgas（ρήξ， ρήγας）。因此，拜占庭帝国的众巴西琉斯之巴西琉斯（Βασιλεὺς Βασιλέων）的意思是“众帝之帝”。拜占庭统治者只将巴西琉斯头衔授予他们认为平等的两个外国统治者，即阿克苏姆国王和萨珊帝国众沙之沙（shahanshah），导致“众王之王”等价于西方的“皇帝”。

### 伊斯兰教
随着651年萨珊帝国的灭亡，众沙之沙头衔在穆斯林世界受到严厉批评。波斯白益王朝采用众沙之沙需要一群法学家就其合法性达成共识，而这个头衔本身（作为万王之王波斯语变体众沙之沙）在逊尼派聖訓中受到谴责，例如布哈里聖訓集73圣训224和225。
伊斯兰世界对这个头衔的谴责可能源于早期伊斯兰教中“唯有神才是王”的观念。 反对世俗王权，使用“万王之王”被认为是令人厌恶和亵渎的。

## 现代使用

### 伊朗
巴列维家族的现任领袖禮薩·巴列維二世在1980年父亲去世后，象征性地宣布自己为 shahanshah (众沙之沙)，时年21岁

### 利比亚
2008年8月28日，利比亚领导人穆阿迈尔·卡扎菲被授予“众王之王”的称号，200多名非洲部落酋长与国王齐聚一堂，支持他使用这一称号，并表示“我们决定认可我们的兄弟领袖为“非洲的众王、众苏丹、众亲王、众酋长和众市长之王”。在班加西举行的这次会议上，卡扎菲获得了包括宝座、18世纪古兰经、传统服装和鸵鸟蛋等礼物。同时，卡扎菲敦促众人向各自政府施压，加快统一非洲大陆的进程。卡扎菲告诉众人，“我们需要一支非洲军队来保卫非洲，我们需要一种单一的非洲货币，我们需要一本能畅行非洲的护照”。这次会议后来被国际媒体称为“奇怪仪式”。

## 另見
- 亞洲之王

### 引用
1. ↑  Pasricha 1998，第11頁. "In Sanskrit, 'Chakravarti' means the King of Kings."
2. ↑  Atikal & Parthasarathy (tr.) 2004，第342頁.
3. ↑  Mookerji 1914，第71頁.
4. ↑  Singh, Upinder. . Pearson Education India. 2008: 485. ISBN 978-81-317-1677-9 （英语）.
5. ↑  André Wink. . BRILL. 2002: 284. ISBN 978-0-391-04173-8.
6. ↑  Singh, U. B. . APH Publishing. 1998: 66–72. ISBN 978-81-7024-928-3 （英语）.
7. ↑  Patil, Madhao P. . B.R. Publishing Corporation. 1999: 200. ISBN 978-81-7646-094-1 （英语）.
8. ↑  Curtis, Vesta Sarkhosh; Stewart, Sarah (编). . Bloomsbury Publishing. 2010-03-24: 15. ISBN 978-0-85771-018-5 （英语）.
9. ↑  Handy 1994，第112頁.
10. 1 2 3 4  King of kings in Media and Urartu.
11. ↑  Karlsson 2017，第7頁.
12. ↑  Karlsson 2017，第10頁.
13. ↑  Oshima 2017，第655頁.
14. ↑  Levin 2002，第362頁.
15. ↑  Tušpa (Van).
16. ↑  DARIUS iv. Darius II.
17. ↑  Achaemenid Dynasty.
18. ↑  Simonetta 1966，第18頁.
19. ↑  Daryaee 2012，第179頁.
20. ↑  Schippmann 1986，第525–536頁.
21. 1 2  Olbrycht 2009，第165頁.
22. ↑  Shayegan 2011，第43頁.
23. ↑  Shayegan 2011，第44頁.
24. ↑  Yücel 2017，第331–344頁.
25. ↑  Kia 2016，第284–285頁.
26. 1 2  Madelung 1969，第84頁.
27. 1 2  Amedroz 1905，第397頁.
28. ↑  Goldschmidt 2002，第87頁.
29. ↑  Madelung 1969，第86頁.
30. 1 2  Madelung 1969，第87頁.
31. ↑  Clawson & Rubin 2005，第19頁.
32. ↑  Kabir 1964，第240頁.
33. ↑  Amedroz 1905，第395頁.
34. ↑  Amedroz 1905，第396頁.
35. 1 2  Amedroz 1905，第398頁.
36. ↑  Fredricksmeyer 2000，第136–166頁.
37. ↑  Engels 2011，第27頁.
38. ↑  Pastor, Luis Ballesteros. . Ancient West and East. 2017-01-01.
39. ↑  Engels 2011，第28頁.
40. ↑  Strabo, Geography.
41. ↑  Olbrycht 2009，第178頁.
42. ↑  Greenwood 2011，第52頁.
43. ↑  Dzagnidze 2018.
44. ↑  Vashalomidze 2007，第151頁.
45. ↑  Andrade 2013，第333頁.
46. ↑  Ando 2012，第210頁.
47. ↑  Kobishchanov 1979，第195頁.
48. ↑  Dejene 2007，第539頁.
49. 1 2  .   [2024-05-26]. （原始内容存档于2022-11-02）.
50. ↑  Eraly, Abraham. . Penguin Books India. 2011: 368. ISBN 978-0-670-08478-4 （英语）. the queen Ballamahadevi of the Alupa dynasty in southern Karnataka ruled for many years with the masculine title Maharajadhiraja.
51. ↑  Singh, Upinder. . Pearson Education India. 2008: 552. ISBN 978-81-317-1677-9 （英语）.
52. ↑  Sahu, N. K. . Nalanda. 1981: 125 （英语）. Tribhubana-mahadevi III, like her predecessor Prthvimahadevi, assumed imperial titles of Parama-bhattarika, Maharajadhiraja Paramesvari.
53. ↑  Sahu, N. K. . Nalanda. 1981: 126 （英语）. Dandimahadevi assumed imperial title of Parama-mahesvari, Parama-bhattarika, Maharajadhiraja Paramesvari.
54. ↑  Sahu, N. K. . Nalanda. 1981: 126 （英语）. She issued the Angul charter and Taltali charter both of which are undated. The first was issued during the reign of her husband and there she is described simply as Sri Dharma-mahadevi without any royal title. In Taltali plate, she is described as Parama-bhattarika-Maharajadhiraja Paramesvari.
55. ↑  Rayfield, Donald. . Reaktion Books. 2013-02-15: 109. ISBN 978-1-78023-070-2 （英语）. Despite Tamar's resistance, the marriage was celebrated immediately: luri was declared king (mepe), but Tamar as mepeta-mepe, dedopalta-dedopali (king of kings, queen of queens) remained the ruling monarch.
56. ↑  Rapp, Stephen H.  2. University of Michigan. 1997: 577. ISBN 9780591308280 （英语）.
57. ↑  Jost Gippert (编). . The Armazi Project.   [2023-09-28]. （原始内容存档于2023-09-28）.
58. ↑  Gluck 2010，第78頁.
59. ↑  Jesus As King Of Kings.
60. ↑  Atlagić 1997，第2頁.
61. ↑  Kazhdan 1991，第264頁.
62. ↑  Morrisson 2013，第72頁.
63. ↑  Chrysos 1978，第42頁.
64. ↑  Sahih al-Bukhari Book 73 Hadith 224.
65. ↑  Sahih al-Bukhari Book 73 Hadith 225.
66. ↑  Goodspeed 2010.
67. ↑  Gaddafi named 'king of kings'.
68. ↑  Gaddafi: Africa's 'king of kings'.
69. ↑  Adebajo 2011.